# Myszków Mrzygłód
Myszków Mrzygłód – przystanek kolejowy w Myszkowie, w dzielnicy Mrzygłód, w województwie śląskim, w Polsce. Znajdują się tu 2 perony.

## Ruch pasażerski[1]
Stacja prowadzi ruch lokalny do Katowic, Zawiercia, Częstochowy oraz Gliwic.
| Rok  | Wymiana pasażerska na dobę |
| ---- | -------------------------- |
| 2017 | 100-149                    |
| 2018 | 100-149                    |
| 2019 | 100-149                    |
| 2020 | 100-149                    |
| 2021 | 100-149                    |
| 2022 | 150-199                    |
| 2023 | 150-199                    |
| 2024 | 200-299                    |